# ریکاردو کاوالسنتی مندز
ریکاردو کاوالسنتی مندز (به پرتغالی: Ricardo Cavalcante Mendes) هافبک اهل برزیل است که در شهر سائوپائولو و در تاریخ ۴ سپتامبر ۱۹۸۹ به دنیا آمده‌است.
ریکاردو کاوالسنتی مندز در تیم‌های فوتبال Santo André سابقهٔ حضور دارد.